# Islam en Chine sous la dynastie Song

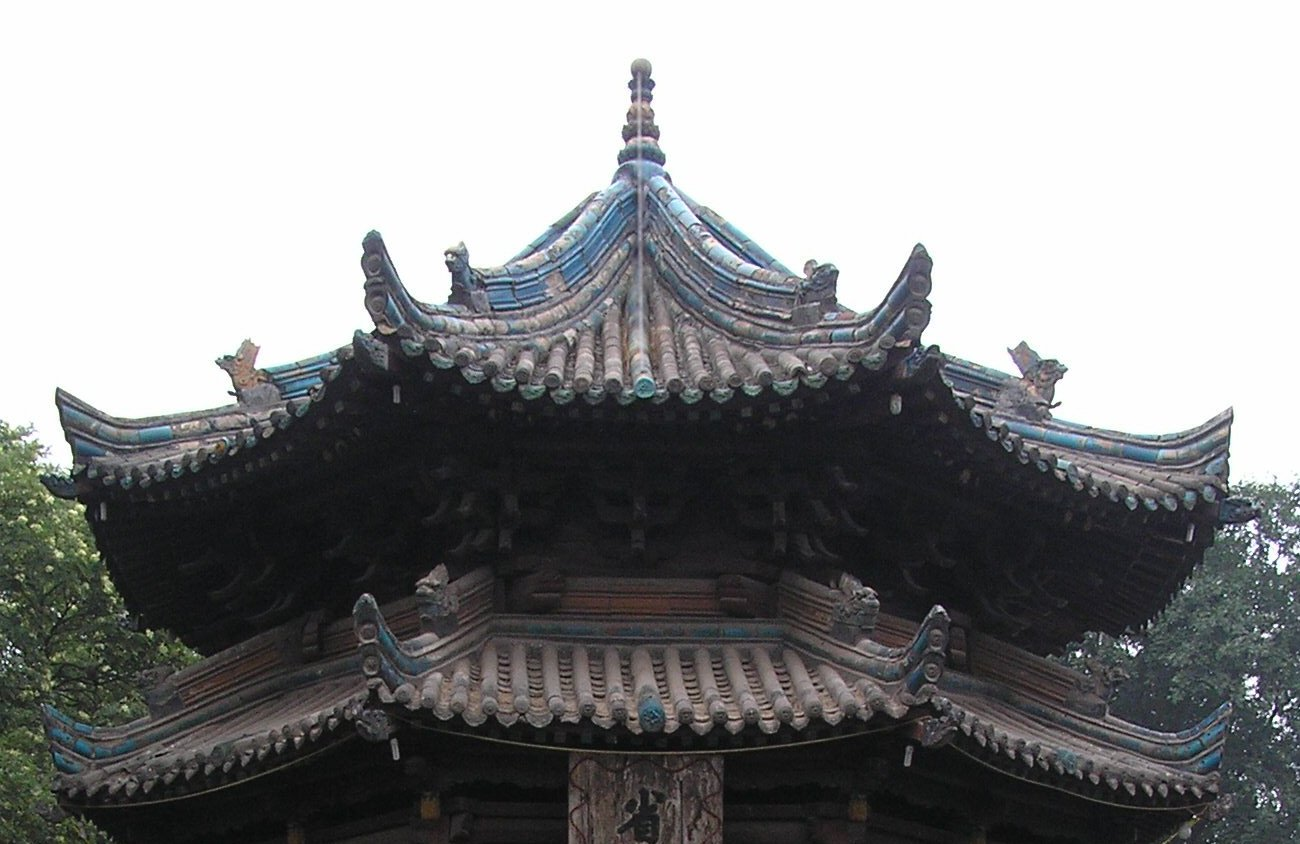
Sommet de la Grande Mosquée de Xi'an

Le passage de la dynastie Tang à la dynastie Song (960-1279) n'a pas réellement affecté les tendances observées sous les Tang concernant l'arrivée et l'établissement de musulmans en Chine.

## L'islam continue d'augmenter son influence
De nombreux musulmans ont commencé à se rendre en Chine pour faire du commerce pendant la dynastie Tang.
Si, au début, leur influence est tellement discrète que l'Islam n'est même pas visé par l'édit anti bouddhiste de 845 qui, malgré son nom, ne se limite pas au bouddhisme mais instaure une persécution d'État dirigée contre toutes les religions jugées d'origine étrangère; pendant la dynastie Song, ils commencent à avoir un impact économique et une influence plus importants sur le pays. En effet, sous les Song, ce sont les musulmans vivant en Chine qui dominent le commerce extérieur et l'industrie d'importation / exportation dans le sud et l'ouest du pays. La meilleure preuve de cette mainmise est que le poste de directeur général des transports maritimes pour le grand port maritime de Quanzhou en Chine est constamment occupé par un musulman pendant cette période.
A la même époque, les conteurs arabes racontent des histoires fantastiques se déroulant en Chine, qui sont incorporées aux mille et une nuits en tant que «Conte de Qamar al-Zaman et Budur», «L'histoire du prince Sayf al-Muluk», et tout le cycle des "Contes du Bossu".

## Migration de musulmans en Chine
En 1070, l'empereur Song Shenzong, invite 5300 hommes d'origines arabes de Boukhara à venir s'installer en Chine. L'empereur utilise ces hommes dans sa campagne contre l'empire Liao, qui contrôle le nord-est de la Chine et la Mandchourie. Plus tard, ces hommes sont installés entre Kaifeng, la capitale des Song, et Yanjing, la capitale du Sud des Liao,. L'objectif est de créer une zone tampon entre les Chinois et les Liao. En 1080, 10 000 hommes et femmes arabes émigrent en Chine à cheval et s'installent dans toutes les provinces du nord et du nord-est du pays.
Les Arabes de Boukhara sont dirigés par le prince Amir Sayyid " So-fei-er " (son nom chinois est 索菲尔) , qui reçoit ensuite un titre honorifique décerné par la Cour des Song. Il est réputé être le "père" de la communauté musulmane en Chine. Avant lui, l'Islam était nommé par les Chinois des dynasties Tang et Song Dashi fa (littː «loi des Arabes»); Tashi ou Dashi étant le rendu chinois de Tazi, soit le nom que le peuple persan utilisait pour désigner les Arabes. Par la suite, il est renommé Huihui Jiao ("la religion des Huihui").
Certains responsables chinois de l'époque de la dynastie Song ont également épousé des femmes "Dashi" (Arabie).